# ایزوور (سورییگ)
ایزوور (به صربی: Izvor) یک منطقهٔ مسکونی در صربستان است که در سورییگ واقع شده‌است. ایزوور ۷۲۲ نفر جمعیت دارد.